# Alfabet tatarski (łaciński)
Alfabet tatarski – zmodyfikowany alfabet łaciński służący do zapisywania języka tatarskiego. Składa się on z następujących znaków:
A, Ä, B, C, Ç, D, E, F, G, Ğ, H, X, I, İ, Í, J, K, L, M, N, Ñ, O, Ö, P, Q, R, S, Ş, T, U, Ü, V, W, Y, Z.